# CSI: NY

CSI: New York je jedna od CBS-ovih popularnih Crime Scene Investigation (CSI) serija. Kao i u ostalim CSI-evima, CSI: New York je kriminalističko dramska serija o timu forenzičkih znanstvenika, no ovaj put područje njihova djelovanja je New York. Uglavnom je snimana u SAD-u, pogotovo na području Los Angelesa (i naravno u New Yorku). Serija je prikazivana diljem svijeta. Tim istražuje misteriozna ubojstva, zavjere i pljačke. Svaka epizoda usredotočena je na dva slučaja. Kao i u ostalim CSI serijama autor i izvođač naslovne pjesme je hard rock grupa The Who, a ovaj puta pjesma je "Baba O'Riley". Emitiranje je započelo 22. rujna 2004. godine. Posljednja je od serija iz popularne trilogije CSI, nastala iz CSI: Las Vegas i CSI: Miami. U seriji glume Gary Sinise, Melina Kanakaredes, Carmine Giovinazzo, Anna Belknap, Robert Joy, A. J. Buckley, Hill Harper, Eddie Cahill, Vanessa Ferlito i Sela Ward. Posljednja epizoda emisije emitirana je 22. veljače 2013.

## Radnja
Treće izdanje franšize CSI prati forenzički tim iz Manhattana na čelu s detektivom Macom Taylorom, bivšim časnikom američke vojske. U okolnostima stalnih etničkih i kulturnih napetosti, Taylor se bavi sličnim slučajevima kao i kolege iz Las Vegasa i Miamija, uz pomoć svog tima koji čine Stella Bonasera (napustila je seriju nakon 6. sezone), Danny Messer, Lindsay Monroe, Sheldon Hawkes, laboratorijski tehničar Adam Ross te Stellina zamjena Jo Danville (od 7. sezone). Tu je još i patolog dr. Sid Hammerback, kao i detektiv iz njujorške policije Don Flack.

## Pregled serije
| Sezona | Sezona | Epizode | Premijera sezone | Finale sezone     |
| ------ | ------ | ------- | ---------------- | ----------------- |
|        | 1      | 23      | 22. rujna 2004.  | 18. svibnja 2005. |
|        | 2      | 24      | 28. rujna 2005.  | 17. svibnja 2006. |
|        | 3      | 24      | 20. rujna 2006.  | 16. svibnja 2007. |
|        | 4      | 21      | 26. rujna 2007.  | 21. svibnja 2008. |
|        | 5      | 25      | 24. rujna 2008.  | 14. svibnja 2009. |
|        | 6      | 23      | 23. rujna 2009.  | 26. svibnja 2010. |
|        | 7      | 22      | 24. rujna 2010.  | 13. svibnja 2011. |
|        | 8      | 18      | 23. rujna 2011.  | 11. svibnja 2012. |
|        | 9      | 18      | 28. rujna 2012.  | TBA               |

## Likovi

### Glavni likovi
- Mac Taylor (Gary Sinise) šef je CSI-tima i voditelj kriminalističkog laboratorija u New York-u. Rođen je u Chicagu. U prošlosti je bio marinac, rekavši jednom da će služiti svojoj domovini više od bilo čega na svijetu. Smrt njegove žene Claire Conrad Taylor u napadu 11. rujna muči ga i danas, uzrokujući mu kronične nesanice. U 1. sezoni vidimo da u ormaru još uvijek čuva loptu za plažu koja je nekad pripadala Claire; rekao je da je ne može baciti jer je u lopti Clairein dah. On kasnije ima odnos s patologinjom Peyton Driscoll, iako ona čini bolnu odluku da se vrati u Englesku, zemlju svog rođenja. Na kraju sedme sezone, on uzima dopust iz NYPD kriminalističkog laboratorija i počne raditi u DNK laboratoriju pokušavajući identificirati ostatke onih koji su poginuli 11. rujna, ali se ubrzo vraća natrag (8. sezona, 2. epizoda).

- Stella Bonasera (Melina Kanakaredes) predana je svom poslu zbog njene jake odlučnosti i inteligencije. Ona je pola Grkinja, pola Italijanka. Rano je ostala siroče (majka joj je poginula u prometnoj nesreći kad je imala dvije godine, a oca nikad nije upoznala) i odrastala je po starateljskim domovima. Nakon 6. sezone napustila je tim.

- Danny Messer (Carmine Giovinazzo) odrastao je u obitelji koja je bila pod policijskim nadzorom. Stvorio je vlastitu hibridnu etiku, spajajući svijet onih koji krše zakone i svijet onih koji ih donose. Nakratko se okušao u muzičkom biznisu, a nekad je bio i odličan igrač bejzbola. On se oženijo s CSI detektivkom Lindsay Monroe, s kojom ima kćer, Lucy Messer.

- Lindsay Monroe (Anna Belknap) radila je kao detektiv u Montani, a konačno je ostvarila svoj san preselivši se u veliki grad, kao što je New York. Njena radna etika, tipična za ljude sa sjeverozapada SAD-a, i voljnost da zasuče rukave i napravi bilo koji posao.

- Sheldon Hawkes (Hill Harper) bivši je patolog. Bio je čudo od djeteta koji je završio fakultet s 18 godina, a do 24. već je imao kiruršku licencu i nekoliko godina radnog iskustva u Hitnoj službi.

- Dr. Sid Hammerback (Robert Joy) opisan je kao "vanredni genije" koji je tek nedavno napustio kuharsku karijeru kako bi radio kao patolog. Ponekad ima naviku da previše govori i da otkriva previše privatnih informacija, što mu Hawkes često prigovori riječima "Opet si jeziv". Unatoč njegovim ekscentričnostima, Sid ima veoma dobro zapažanje i istinski mu je stalo do članova tima.

- Adam Ross (A. J. Buckley) laboratorijski je tehničar porijeklom iz Phoenixa, Arizona. Specijalnost su mu razne vrste tzv. dokaza u tragovima. Ponekad se priključuje timu na mjestu zločina da pomogne u rekonstrukciji zločina ili skupljanju dokaza.

- Don Flack (Eddie Cahill) dolazi iz obitelji čiji su članovi generacijama u službi zakona. On premošćuje prostor između "stare škole" njujorške policije i nove generacije CSI-a. Duhovit je detektiv koji ima malo strpljenja za "loše dečke"; njegove tehnike, iako djelotvorne, ponekad su na rubu policijskih pravila. Dobar je prjatelj s Dannyjem i uvijek je voljan saslušati njegove probleme.

- Jo Danville (Sela Ward) iskusna je detektivka iz Washingtona, čiji je rad motiviran empatijom prema žrtvama. Pojavljuje se prvi put u 1. epizodi 7. sezone i u seriji zamjenjuje Stellu.

- Jessica Angell (Emmanuelle Vaugier) je detektivka u njujorškoj policiji (sezone 3-5), a u 5. sezoni i Flackova djevojka. Bila je 3. generacija u obitelji policajaca i prvi ženski član obitelji u policiji. U finalu 5. sezone (Pay Up) ranjena je tijekom otmice uhićenog kriminalca kojeg je čuvala i ubrzo umrla na operacijskom stolu. Flack je bio užasno potresen zbog njene smrti, što ga je dovelo do njegovog sloma nekoliko epizoda poslije. Poginula je u 27. godini života.

- Aiden Burn (Vanessa Ferlito) odrasla je u Brooklynu i imala je sposobnost da se brzo prilagodi novim situacijama. U 2. epizodi 2. sezone (Grand Murder at Central Station) dobila je otkaz nakon što je postala opsjednuta slučajem silovanja njene poznanice i planirala podmetnuti dokaz koji bi optužio D. J. Pratta, koji je navodno već jednom ranije silovao istu žrtvu. Nakon otkaza, radila je kao privatni detektiv, u potpunosti se posvetivši navedenom slučaju. Nakon što je vidio da ga Aiden prati, Pratt je ubija i spaljuje njeno tijelo u automobilu. Ipak, u toj borbi Aiden uspijeva ostaviti ključni dokaz protiv Pratta za CSI-ekipu, za koji je znala da će dovesti do Prattovog uhićenja i osude.

### Ponavljajući likovi
| - Dr. Peyton Driscoll (Claire Forlani) - Haylen Becall (Sarah Carter) - Terrance Davis (Nelly) - Samantha Flack (Kathleen Munroe) - Brigham Sinclair (Mykelti Williamson) - Reed Garrett (Kyle Gallner) - Shane Casey (Edward Furlong) | - Kendall Novak (Bess Wohl) - Jordan Gates (Jessalyn Gilsig) - Rikki Sandoval (Jacqueline Piñol) - Quinn Shelby (Kristen Dalton) - Andrew "Drew" Bedford (Kerr Smith) - Inspektor Stanton Gerrard (Carmen Argenziano) - Dr. Marty Pino (Jonah Lotan) | - Frankie Mala (Ed Quinn) - Zack Shannon (David Julian Hirsh) - Dr. Evan Zao (Ron Yuanv) - Jane Parsons (Sonya Walgerv) - Det. Kaile Maka (Kelly Hu) - Leonard Giles (J. Grant Albrecht) - Chad Willingham (Chad Lindberg) |

### Poznati gosti u seriji
Tijekom serije su gostovale mnogobrojne zvijezde, kao što su:
| - Dianna Agron - Mädchen Amick - Criss Angel - Ed Asner - Alex Max Band - Matt Barr - Ryan Bittle - Jamie Chung - Sasha Cohen - Misha Collins - James Badge Dale - Chris Daughtry - Jackson Davis - Micheal Jackson - Kat Dennings - Michael Clarke Duncan - Peter Fonda - Robert Forster | - Cassidy Freeman - Edward Furlong - Nelly Furtado - Kyle Gallner - Aimee Garcia - Brian Hallisay - Taylor Handley - Chris Farley - Kam Heskin - Kim Kardashian - Kid Rock - Mia Kirshner - Andrew Lawrence - Joey Lawrence - Rachelle Lefèvre - Kellan Lutz - Lee Majors - Maroon 5 | - Matias Masucci - Marlee Matlin - John McEnroe - Joey McIntyre - Bonnie McKee - Michaela McManus - Katharine McPhee - Pat Monahan - Kathleen Munroe - Nelly - Craig T. Nelson - Judd Nelson - Ne-Yo - Jaime Ray Newman - Edward James Olmos - Julia Ormond - Danica Patrick | - Aaron Refvem - Carlo Rota - Deanna Russo - Rex Ryan - Charles Shaughnessy - Ashlee Simpson - Suicide Girls - D. B. Sweeney - TJ Thyne - Skeet Ulrich - La La Vasquez - Emmanuelle Vaugier - Pete Wentz - Paul Wesley - Mykelti Williamson - Rumer Willis - Shailene Woodley |

## Glumačka postava po sezonama
| Lik                | Glumac/glumica     | Zanimanje                                            | Sezone | Sezone   | Sezone   | Sezone   | Sezone | Sezone | Sezone | Sezone | Sezone |
| Lik                | Glumac/glumica     | Zanimanje                                            | 1.     | 2.       | 3.       | 4.       | 5.     | 6.     | 7.     | 8.     | 9.     |
| ------------------ | ------------------ | ---------------------------------------------------- | ------ | -------- | -------- | -------- | ------ | ------ | ------ | ------ | ------ |
| Det. Mac Taylor    | Gary Sinise        | Detektiv 1. stupnja                                  | Glavni | Glavni   | Glavni   | Glavni   | Glavni | Glavni | Glavni | Glavni | Glavni |
| Jo Danville        | Sela Ward          | Detektiv 1. stupnja                                  |        |          |          |          |        |        | Glavni | Glavni | Glavni |
| Danny Messer       | Carmine Giovinazzo | Detektiv 3. stupnja                                  | Glavni | Glavni   | Glavni   | Glavni   | Glavni | Glavni | Glavni | Glavni | Glavni |
| Lindsay Monroe     | Anna Belknap       | Detektiv 3. stupnja                                  |        | Glavni   | Glavni   | Glavni   | Glavni | Glavni | Glavni | Glavni | Glavni |
| Dr. Sid Hammerback | Robert Joy         | Glavni patolog                                       |        | Epizodni | Epizodni | Epizodni | Glavni | Glavni | Glavni | Glavni | Glavni |
| Adam Ross          | A. J. Buckley      | Laboratorijski tehničar                              |        | Epizodni | Epizodni | Epizodni | Glavni | Glavni | Glavni | Glavni | Glavni |
| Dr. Sheldon Hawkes | Hill Harper        | Detektiv 3. stupnja                                  | Glavni | Glavni   | Glavni   | Glavni   | Glavni | Glavni | Glavni | Glavni | Glavni |
| Det. Don Flack     | Eddie Cahill       | Detektiv 1. stupnja Istražitelj u Odjelu za ubojstva | Glavni | Glavni   | Glavni   | Glavni   | Glavni | Glavni | Glavni | Glavni | Glavni |
| Aiden Burn         | Vanessa Ferlito    | Detektiv 3. stupnja                                  | Glavni | Glavni   |          |          |        |        |        |        |        |
| Stella Bonasera    | Melina Kanakaredes | Detektiv 1. stupnja                                  | Glavni | Glavni   | Glavni   | Glavni   | Glavni | Glavni |        |        |        |

## DVD izdanja
| Sezona | Sezona | Epizode | DVD prodajni datumi | DVD prodajni datumi | DVD prodajni datumi |
| Sezona | Sezona | Epizode | Regija 1            | Regija 2            | Regija 4            |
| ------ | ------ | ------- | ------------------- | ------------------- | ------------------- |
|        | 1      | 23      | 18. listopada 2005. | 1. ožujka 2010.     | 13. veljače 2007.   |
|        | 2      | 24      | 17. listopada 2006. | 1. ožujka 2010.     | 7. veljače 2007.    |
|        | 3      | 24      | 9. listopada 2007.  | 1. ožujka 2010.     | 4. ožujka 2009.     |
|        | 4      | 21      | 21. svibnja 2008.   | 1. ožujka 2010.     | 19. listopada 2009. |
|        | 5      | 25      | 29. rujna 2009.     | 1. ožujka 2010.     | 11. siječnja 2012.  |
|        | 6      | 23      | 26. listopada 2010. | 20. rujna 2010.     | 24. listopada 2012. |
|        | 7      | 22      | 27. rujna 2011.     | 9. siječnja 2012.   | N / A               |
|        | 8      | 18      | 25. rujna 2012.     | TBA                 | N / A               |
|        | 9      | 18      | TBA                 | TBA                 | N / A               |

Napomena: 
- Regija 1 obuhvaća Sjedinjene Američke Države, Kanadu i Bermude.
- Regija 2 obuhvaća sve europske zemlje (osim Rusije, Bjelorusije i Ukrajine), Grenland, Arapski poluotok, Kavkaz, Iran, Egipat, Južnoafričku Republiku, Gvajanu i Japan.
- Regija 4 obuhvaća Meksiko, Južnu Ameriku, Srednju Ameriku, Karibe, Novi Zeland, Australiju, Papau Nove Gvineje i još puno Oceanija.

## Online izdanja
| Država                 | Prodavač     | Dostupne sezone         |
| ---------------------- | ------------ | ----------------------- |
| Ujedinjeno Kraljevstvo | Demand 5     | 1, 2, 3, 4, 5, 6, 7 i 8 |
| SAD                    | iTunes Store | 1, 4, 5, 6 i 7          |
| Njemačka               | VOXnow       | 1, 2, 3, 4, 5, 6 i 7    |
| Hong Kong              | Deltamac     | 1, 2 i 3                |

## Međunarodna izdanje
| Država / Regija        | Kanal                  |
| ---------------------- | ---------------------- |
| Australija             | Nine Network           |
| Austrija               | ORF 1                  |
| Belgija                | VT4                    |
| Bosna i Hercegovina    | TV1                    |
| Brazil                 | AXN                    |
| Bugarska               | AXN                    |
| Filipini               | AXN                    |
| Finska                 | MTV3                   |
| Francuska              | TF1                    |
| Grčka                  | NET                    |
| Hong Kong              | ATV                    |
| Hrvatska               | RTL Televizija i RTL 2 |
| Indija                 | AXN                    |
| Italija                | Italia 1 Fox Crime     |
| Japan                  | WOWOW                  |
| JAR                    | M-Net                  |
| Kanada                 | CTV                    |
| Kostarika              | AXN                    |
| Malezija               | AXN                    |
| Norveška               | TVNorge                |
| Nizozemska             | RTL 5                  |
| Novi Zeland            | TV3                    |
| Njemačka               | VOX                    |
| Poljska                | AXN                    |
| Portugal               | SIC AXN                |
| Rumunjska              | AXN                    |
| SAD                    | CBS                    |
| Španjolska             | Telecinco AXN          |
| Švedska                | Kanal 5                |
| Tajland                | AXN                    |
| Turska                 | CNBC-e                 |
| Ujedinjeno Kraljevstvo | Five Living TV         |